# Marley Marl
Marley Marl, il cui vero nome è Marlon Williams (New York, 30 settembre 1962), è un produttore discografico, beatmaker hip-hop statunitense.

## Biografia
Era il produttore all'interno del gruppo Juice Crew, noto per l'accesa rivalità con i Boogie Down Productions, considerata come il primo dei cosiddetti beef dell'hip hop, contrasti che si sviluppavano attaccando nei propri dischi il gruppo rivale e che a volte trascendevano in scontri fisici tra sostenitori delle due fazioni. La Juice Crew includeva Big Daddy Kane, Biz Markie, Craig G, Roxanne Shanté, Kool G Rap, MC Shan (suo cugino) e Masta Ace; Marl produsse anche pezzi per artisti esterni tra cui King Tee e LL Cool J. Ha anche avuto un ruolo importante nella carriera di Eric B. & Rakim, producendo i loro primi successi "My Melody" e "Eric B. Is President", mixando in modo inedito campionamenti di James Brown e suoni sintetizzati.

## Carriera
Marley Marl è stato uno dei pionieri del campionamento nell'hip hop. Cominciò come produttore di musica electro, ma i suoi dischi divennero sempre più pieni di campionamenti, come si può notare comparando gli LP di MC Shan Down By Law (1987) e Born to be Wild (1988). I ritmi diventavano meno elettronici, con le batterie che diminuivano la loro rilevanza. Marl iniziò la carriera lavorando per l'etichetta Tuff City, debuttando con un proprio pezzo intitolato "DJ Cuttin" nel 1985, pubblicato con lo pseudonimo di NYC Cutter. Biggie Smalls gli ha reso omaggio, riconoscendolo come uno dei suoi primi modelli, nel pezzo "Juicy" del 1994. Marley Marl lavora ancora oggi e la sua musica ha influenzato RZA, DJ Premier oltre a Pete Rock, suo amico di lunga data. Nel 1996 produce per conto di Capone-N-Noreaga, la canzone "L.A. L.A." un diss al Dogg Pound per la canzone "New York, New York", in cui i rapper della costa ovest insultavano la città di New York distruggendo i palazzi della città stessa come mancanza di rispetto. Nel seguente brano, partecipano anche i Mobb Deep e Tragedy Khadafi.
Marley Marl e KRS-One hanno pubblicato il disco "Hip-Hop Lives" nel maggio 2007, con Marl come produttore esecutivo. Come raccontò a AllHipHop.com in una intervista a marzo 2006, successe tutto con una telefonata: "Mi chiamarono e egli saltò al telefono e mi disse che sarebbe stato spettacolare per l'hip hop... La mia motivazione per questo progetto era mostrare a questi ragazzi che le rivalità (beef) nell'hip hop non sono così serie."
Il 5 giugno 2007 Marley Marl ha avuto un attacco cardiaco. È stato dimesso dall'ospedale tre giorni dopo. In un'intervista a The Source ha attribuito i malanni cardiaci alla tensione causata dalle sue preoccupazioni di essere un buon padre.

## Discografia

### Album
- 1988 - In Control, Volume 1
- 1991 - In Control Volume II - for your steering pleasure
- 2000 - Hip Hop Dictionary
- 2001 - Re-entry
- 2007 - Hip Hop Lives (con KRS-One)

### Raccolte
- House of Hits (1995)
- Best of Cold Chillin' (2001)